# Junior Moreno (futbolista colombiano)
José María Junior Moreno Huaca (nacido el 19 de enero de 1997, en La Guajira, es un futbolista Colombiano que juega en la posición de delantero. Su equipo actual es Fortaleza Fútbol Club de la Categoría Primera B colombiana.

## Trayectoria
Junior Moreno es un jugador surgido de las fuerzas básicas de los Querétaro FC B.
En 2015 fue transferido al Querétaro FC B.
En el draft del Apertura 2017, se anuncia que jugará con los Cimarrones de Sonora del Ascenso MX.

## Clubes
| Club                 | País     | Año             |
| -------------------- | -------- | --------------- |
| Querétaro F.C.       | México   | 2015 - 2016     |
| Cimarrones de Sonora | México   | 2017            |
| Fortaleza F.C.       | Colombia | 2019 - Presente |